# 오빠지만 사랑만 있으면 상관없잖아?
《오빠지만 사랑만 있으면 상관없잖아?》(お兄ちゃんだけど愛さえあれば関係ないよねっ 오니쨘다케도 아이사에 아레바 칸케이 나이요네[*])는 일본의 작가 스즈키 다이스케가 쓰고 우루우 겟카가 삽화를 담당한 라이트 노벨로, MF문고 J(미디어팩토리)에서 발매되었다. 대한민국에서는 학산문화사의 익스트림 노벨로 발매되고 있다.
2012년 5월에 TV 애니메이션화가 결정되어, 2012년 10월부터 12월까지 방영되었다. 대한민국에서는 애니플러스에서 방영되었다. 약칭은 오니아이(おにあい).

## 줄거리
항공기 사고로 부모가 죽어서 각각 다른 친척 집에 살던 쌍둥이 남매, 히메노코우지 아키토와 히메노코우지 아키코는 도쿄에서 6년만에 만나 함께 살게 된다. 아키토는 아키코가 다니던 도쿄의 미션계 명문 고등학교, 사립 성 리리아나 학원으로 전학하여 학생회 멤버들과 생활하게 된다.

## 등장 인물

### 학생회
히메노코우지 아키토(姫小路 秋人)
성우 - 오우사카 료타
주인공. 리리아나 학원 고등부 2학년 A반. 기숙사 관리인. 학생회 서기 대리 부보좌라는 애매한 직책. 여동생과 함께 살기 위해 남매 사이의 연애를 테마로 한 작품 "금지된 사랑 이야기" 등 소설을 쓴다. 필명은 "신도 코우이치로" 누가 보아도 시스콘처럼 행동하지만 정작 자신은 그러한 자각이 없다.
히메노코우지 아키코(姫小路 秋子)
성우 - 키도 이부키
여주인공. 아키토의 쌍둥이 여동생. 리리아나 학원 고등부 2학년 B반. 학생회 서기. 초등부 5 학년 때 성 리리아나 학원에 전입했다. 부모의 죽음 이후 아키토와 따로 길러졌다. 소설가 "신도 코우이치로"(사실은 오빠)의 팬. 흥분하면 "구헤헤"라고 웃는다. 기분이 나쁠때는 "크느느"라는 의성어를 내뱉는다. 오빠와 떨어져 지낸 6년간 브라콘이 되었으며, 아키토를 좋아한다, 그 사실을 자랑스럽게 생각하고, 아키토를 종종 유혹하며 눈이 나쁘지만, 자신은 안경이 어울리지 않는다고 생각하고 아키토와 함께 있을 때는 쓰지 않는다. 그러나 학교 내에서는 안경을 쓰고 있다.
나스하라 C. 아나스타시아 미사키(那須原・C・アナスタシア・美沙希, Nasuhara Anastasia)
성우 - 치하라 미노리
리리아나 학원 고등부 2학년. 학생회 부회장. 금발이며, 표정이나 어조에 감정이 나타나지 않는다. 아키코와는 견원지간이며, 가사 스킬이 약하다. 왜인지 모르지만 아키토에게 고백했다. 의외로 팬시 상품을 아주 좋아하고, 방은 봉제인형이 가득하다. 특히 곰 인형을 좋아한다. 그러한 면을 남들에게 숨기려고 하지만, 아키토에게 들켜 버린다.
사와타리 긴베에 하루오미(猿渡 銀兵衛 春臣)
성우 - 시모다 아사미
리리아나 학원 고등부 2학년. 아키토가 교토에 있던 시절의 친구. 아키토를 찾아 리리아나 학원에 전학왔다. 전학 후 아라시의 권유로 학생회의 회계가 되었다. 남자 같은 이름과 말투이면서 보이시한 외모이지만 여성이며 보쿠 소녀. 아키토의 둔감함에 질려 있어 그 때마다 혼잣말을 중얼 거리고 아키토의 기분을 상하게 해서 말다툼을 벌이는 일도 있다. 취미는 장기나 크로스 워드. 쿠키 만들기가 특기. 아키토가 부르는 애칭은 긴(銀).
니카이도우 아라시(二階堂 嵐)
성우 - 키타무라 에리
리리아나 학원 고등부 3학년. 학생회장. 머리는 빨간색 포니 테일로, 오른쪽 눈에는 패션으로 안대를 하고 있다. 또한 다케히카리(竹光)라는 비문의 진검을 들고 있다. 바이섹슈얼이고 포식자(프레데터)라는 별명이 붙을 만큼 성욕이 강하다. 30명의 애인이 있었는데, 학생회 멤버로 할렘을 구성하기 위해 그 전부와 헤어졌다.

### 기타 인물
타카노미야 아리사(鷹ノ宮 ありさ )
성우 - 모로호시 스미레
기숙사의 새로운 관리인. 아키토가 살던 타카노미야 가문의 딸. 12세. 아키토의 약혼자. 10살 무렵 명문대학교에 재학하던 중 썼던 논문이 학술지에 실릴 정도의 천재. 가사 전반을 무리 없이 해낸다. 아라시의 소개로 기숙사의 정식 관리인으로 왔다.
진노 카오루코(神野 薫子)
아키토의 담당 편집자. 25세이며, 리리아나 학원의 졸업생. 상당한 천연 울보이지만, 편집자로서의 일에 책임감은 높다. 아키토의 시스콘을 어떻게든 교정하려고 한다.

## 단행본 목록

### 소설
| 도서명                                | 판본     | 초판 발행일      | ISBN                   | 비고 |
| ------------------------------------- | -------- | ---------------- | ---------------------- | ---- |
| 오빠지만 사랑만 있으면 상관없잖아? 1  | 일본어판 | 2010년 12월 31일 | ISBN 978-4-8401-3676-1 |      |
| 오빠지만 사랑만 있으면 상관없잖아? 1  | 한국어판 | 2012년 2월 7일   | ISBN 978-89-258-8335-9 |      |
| 오빠지만 사랑만 있으면 상관없잖아? 2  | 일본어판 | 2011년 3월 31일  | ISBN 978-4-8401-3855-0 |      |
| 오빠지만 사랑만 있으면 상관없잖아? 2  | 한국어판 | 2012년 4월 7일   | ISBN 978-89-258-8337-3 |      |
| 오빠지만 사랑만 있으면 상관없잖아? 3  | 일본어판 | 2011년 6월 30일  | ISBN 978-4-8401-3941-0 |      |
| 오빠지만 사랑만 있으면 상관없잖아? 3  | 한국어판 | 2012년 6월 7일   | ISBN 978-89-258-8338-0 |      |
| 오빠지만 사랑만 있으면 상관없잖아? 4  | 일본어판 | 2011년 10월 31일 | ISBN 978-4-8401-4268-7 |      |
| 오빠지만 사랑만 있으면 상관없잖아? 4  | 한국어판 | 2012년 9월 7일   | ISBN 978-89-258-9197-2 |      |
| 오빠지만 사랑만 있으면 상관없잖아? 5  | 일본어판 | 2012년 2월 29일  | ISBN 978-4-8401-4389-9 |      |
| 오빠지만 사랑만 있으면 상관없잖아? 5  | 한국어판 | 2012년 12월 7일  | ISBN 978-89-258-9505-5 |      |
| 오빠지만 사랑만 있으면 상관없잖아? 6  | 일본어판 | 2012년 5월 25일  | ISBN 978-4-8401-4581-7 |      |
| 오빠지만 사랑만 있으면 상관없잖아? 6  | 한국어판 | 2013년 2월 7일   | ISBN 978-89-258-9506-2 |      |
| 오빠지만 사랑만 있으면 상관없잖아? 7  | 일본어판 | 2012년 9월 25일  | ISBN 978-4-8401-4636-4 |      |
| 오빠지만 사랑만 있으면 상관없잖아? 7  | 한국어판 | 2013년 9월 6일   | ISBN 978-8-9683-1767-5 |      |
| 오빠지만 사랑만 있으면 상관없잖아? 8  | 일본어판 | 2012년 10월 25일 | ISBN 978-4-8401-4846-7 |      |
| 오빠지만 사랑만 있으면 상관없잖아? 8  | 한국어판 | 2013년 10월 8일  | ISBN 978-8-9683-1768-2 |      |
| 오빠지만 사랑만 있으면 상관없잖아? 9  | 일본어판 | 2013년 3월 31일  | ISBN 978-4-8401-5136-8 |      |
| 오빠지만 사랑만 있으면 상관없잖아? 9  | 한국어판 | 2014년 1월 8일   | ISBN 979-1-1559-7218-2 |      |
| 오빠지만 사랑만 있으면 상관없잖아? 10 | 일본어판 | 2013년 9월 21일  | ISBN 978-4-8401-5419-2 |      |
| 오빠지만 사랑만 있으면 상관없잖아? 10 | 한국어판 | 2014년 5월 8일   | ISBN 979-1-1559-7603-6 |      |
| 오빠지만 사랑만 있으면 상관없잖아? 11 | 일본어판 | 2014년 3월 22일  | ISBN 978-4-0406-6387-6 |      |
| 오빠지만 사랑만 있으면 상관없잖아? 11 | 한국어판 | -                | -                      |      |